# Ango
'Anku', Véase también.
Ango (en quechua: tendón, nervio, delgado (persona), elástico, flexible) es un sitio arqueológico en el Perú. Está situado en el Departamento de Huánuco, Provincia de Huamalíes, Distrito de Tantamayo, a una altura aproximada de 3.900 metros. El lugar fue declarado Patrimonio Cultural de la Nación por Resolución Directoral Nº 533/INC del 18 de junio de 2002.